# جيمس إل. ولز
جيمس إل. ولز (بالإنجليزية: James L. Wells)‏ هو مصرفي وسياسي أمريكي، ولد في 1843 في نيويورك في الولايات المتحدة، وتوفي في 5 سبتمبر 1928. حزبياً، نشط في الحزب الجمهوري. وقد انتخب أمين صندوق الدولة ‏ وانتخب عضو جمعية ولاية نيويورك.